# П'їнбу
П'їнбу (бірм. ပျဉ်ပြား; 817–876) — засновник і перший володар Паганського царства у 846—876 роках.

## Життєпис
Згідно «Королівських хронік» син царя Со Хін Гіта, що належав до Другої династії Пагану. Втім сучасні дослідники розглядають його як одного з вождів племен м'янма (в китайських джерелах відомі як західні цяни), що брали участь 832 року у війні Наньчжао проти Шрикшетри. Поразка союзу міст-держав п'ю призвела до їх поступового занепаду. М'янми залишилися на західній частині володінь п'ю. Саме Со Хін Гіт та його син Хелу сприяли об'єднаню племен та воювали з рештою міст-держав п'ю, що збереглися.
Згідно хронік П'їнбу народився 817 року. Спочатку був володарем села П'їнб'я під ім'ям П'їнб'я Мінта. У 846 році він змінив свого брата Хелу на троні. Заснував місто Паган 23 грудня 849 року.. Вважається засновником власне держави Паган. Ймовірно деякий час орієнтувався на Наньчжао.
Продовжив війни з підкорення решти племен м'янма та держав п'ю. 857 року заснував поселення Таунгдвін, що ймовірно була фортецею для охорони південних кордонів держави. Помер у 876 році. Йому спадкував син Таннет.